# Aleksander Wrona
Aleksander Wrona (ur. 11 maja 1940 we Wróblowicach, zm. 19 września 2022) – polski hokeista na trawie, olimpijczyk.
Zawodnik grający na pozycji pomocnika. Przez całą karierę (1955–1974) był wierny jednemu klubowi – AZS Katowice. Wraz z nim zdobył dwukrotnie (1962, 1972) tytuł halowego mistrza Polski.
W latach 1961–1972 rozegrał 75 meczów w reprezentacji narodowej. Podczas turnieju olimpijskiego w Monachium (1972) zagrał we wszystkich 8 meczach. Zdobył w nich jedną bramkę w meczu o 11. miejsce z Francją.
Pochowany na cmentarzu parafii Podwyższenia Krzyża Świętego i Matki Bożej Uzdrowienia Chorych w Katowicach.